# Requião
Requião é uma povoação portuguesa sede da Freguesia de Requião do Município de Vila Nova de Famalicão, freguesia com 7,41 km² de área e 3197 habitantes (censo de 2021), tendo, por isso, uma densidade populacional de 431,4 hab./km².
Esta freguesia faz fronteira com as freguesias de Gavião, Vale (São Martinho), Vermoim, Ruivães, Landim, Seide (São Miguel), Seide (São Paio), Abade Vermoim, Lagoa e Antas.

## Toponímia
Sabe-se que o topónimo Requião é de origem germânica, pois como referiu Joseph Piel em relação a este assunto, "Perpectou-se neste topónimo o nome do rei Suevo Requila, do século VI, na forma de acusativo em -anem. Ainda hoje, alguns dos lugares que constituem a freguesia têm também nomes germânicos."

## Demografia
A população registada nos censos foi:
| Distribuição da População por Grupos Etários | Distribuição da População por Grupos Etários | Distribuição da População por Grupos Etários | Distribuição da População por Grupos Etários | Distribuição da População por Grupos Etários |
| -------------------------------------------- | -------------------------------------------- | -------------------------------------------- | -------------------------------------------- | -------------------------------------------- |
| Ano                                          | 0-14 Anos                                    | 15-24 Anos                                   | 25-64 Anos                                   | > 65 Anos                                    |
| 2001                                         | 607                                          | 457                                          | 1645                                         | 325                                          |
| 2011                                         | 568                                          | 464                                          | 1926                                         | 418                                          |
| 2021                                         | 390                                          | 348                                          | 1840                                         | 619                                          |

## Atividades Económicas
O principal setor económico é a agricultura, mais precisamente a vinicultura, que faz com que "Requião" pertença à ''Rota dos Vinhos Verdes'', devido a algumas quintas dedicadas à vinicultura, como por exemplo a Quinta de Compostela, a Quinta do Xisto, a Quinta da Lage e a Quinta de Fafião.
Além da vinicultura, surge também a indústria alimentar, a construção civil e o comércio.

## Festas e romarias
- Santa Luzia (24 a 26 de dezembro)
- Sagrado Coração de Jesus (primeiro domingo de agosto)
- São João da Pedra Leital (25 e 26 de junho)

## Património Cultural e edificado
- Capela de Santa Luzia
- Capela de Nossa Senhora da Pedra Leital
- Igreja Paroquial
- Alminhas (Esquivó, Portela e Cruz)
- Castro de Santa Cristina
- Rochedo Rua do convento
- Convento da Fraternidade Cristo Jovem (Rua do Convento - Lugar de Santa Luzia)
- Capela São Tiago de Ninães

## Paço de Ninães
- No lugar de Ninães existiu um importante Paço, sobre o qual Camilo Castelo Branco escreveu o romance "O Senhor do Paço de Ninães".

A freguesia de Requião, com os seus 820 hectares, pertence ao Município de Vila Nova de Famalicão. Situa-se a nascente da sede municipal, confrontando com as freguesias de Gavião, Vale São Martinho, Vermoim, Ruivães, Landim, Ceide São Miguel, Ceide São Paio, Abade Vermoim, Lagoa e Antas.
O topónimo é, certamente, de origem germânica. No entanto, a história deste território remonta a um povoamento castrejo, como demonstra o castro existente na Colina de Santa Cristina, a 300 metros de altitude.
Em termos documentais, a Freguesia surge referenciada como “Requilani”, desde princípios do século XII. Já nessa época era mencionado o Mosteiro de Requião. Segundo as inquirições à freguesia, à excepção do lugar de Ninães, era Couto do Mosteiro. No reinado de D. Sebastião, o Mosteiro passou para a comenda da Ordem de Cristo. Em 1840, com a morte do último comendador, foi extinta esta comenda.
Em terras de Vila Nova de Famalicão, diz-se o seguinte: “Segundo o Censual de Braga do século XII, esta paróquia agrupava, de início, as freguesias de São Tiago de Ninães, São Cristovão de Requião e São João de Sezufres”.
No lugar de Ninães, existiu um importante Paço, a respeito do qual escreveu Camilo Castelo Branco o seu romance “O Senhor do Paço de Ninães”. No século XVIII, ainda restava uma velha torre do Solar da família dos Pimenteis, titulares desse Paço, que actualmente já não existe.
Segundo o Sr. Padre Carvalho, “Hoje aqui (Requião) uma Ermida* (…) aonde, da parte de fora, está um penedo com uma verruga a mode de peito de mulher, aonde veio mamar as (mulheres a que) falta o leite para criarem os filhos.”
A toponomia dos arruamentos de Requião foi criada a pensar na preservação dos nomes dos lugares até então existentes. No entanto foi também aproveitada para prestar justa homenagem a filhos ilustres desta terra.
As avenidas Comendador Manuel Gonçalves e Comendador Aníbal Dias Oliveira, evocam as figuras de grandes Industriais residentes nesta freguesia.
Nos espaços públicos da freguesia, encontramos nomes como, o da Professora Idalina Teles, do Professor Albinio Maia, do Professor Laurindo, do escutista Nuno Dias Mendes, de Srs. Padres e de autarcas, entre outros.
A rua Luís Monteiro de Ninães perpetua a memória de um grande benemérito da Santa Casa da Misericórdia de Vila Nova de Famalicão, a quem doou a Quinta de Ninães.